# Решица
Решица або Решіца (рум. Reșița) — місто у повіті Караш-Северін в Румунії, що має статус муніципію. Адміністративно місту підпорядковані такі села (дані про населення за 2002 рік):
- Доман (758 осіб)
- Килнік (1635 осіб)
- Куптоаре (346 осіб)
- Моніом (376 осіб)
- Секу (485 осіб)
- Церова (557 осіб)

Місто розташоване на відстані 345 км на захід від Бухареста, 72 км на південний схід від Тімішоари.

## Населення
За даними перепису населення 2002 року у місті проживали 84 026 осіб.
Національний склад населення міста:
| Національність            | Кількість осіб | Відсоток |
| ------------------------- | -------------- | -------- |
| румуни                    | 74584          | 88,8%    |
| угорці                    | 3034           | 3,6%     |
| німці                     | 2696           | 3,2%     |
| цигани                    | 1729           | 2,1%     |
| серби                     | 580            | 0,7%     |
| хорвати                   | 535            | 0,6%     |
| українці                  | 445            | 0,5%     |
| чехи                      | 140            | 0,2%     |
| словаки                   | 102            | 0,1%     |
| євреї                     | 37             | < 0,1%   |
| болгари                   | 27             | < 0,1%   |
| росіяни-липовани          | 20             | < 0,1%   |
| італійці                  | 19             | < 0,1%   |
| турки                     | 10             | < 0,1%   |
| поляки                    | 6              | < 0,1%   |
| греки                     | 5              | < 0,1%   |
| китайці                   | 2              | < 0,1%   |
| чанго                     | 2              | < 0,1%   |
| вірмени                   | 1              | < 0,1%   |
| не вказали національність | 4              | < 0,1%   |

Рідною мовою назвали:
| Мова                  | Кількість осіб | Відсоток |
| --------------------- | -------------- | -------- |
| румунська             | 76250          | 90,7%    |
| угорська              | 2701           | 3,2%     |
| німецька              | 2341           | 2,8%     |
| циганська             | 1189           | 1,4%     |
| сербська              | 464            | 0,6%     |
| хорватська            | 445            | 0,5%     |
| українська            | 360            | 0,4%     |
| чеська                | 90             | 0,1%     |
| словацька             | 74             | 0,1%     |
| російська             | 20             | < 0,1%   |
| італійська            | 18             | < 0,1%   |
| болгарська            | 17             | < 0,1%   |
| турецька              | 9              | < 0,1%   |
| єврейська (їдиш)      | 4              | < 0,1%   |
| грецька               | 3              | < 0,1%   |
| китайська             | 2              | < 0,1%   |
| польська              | 1              | < 0,1%   |
| не вказали рідну мову | 3              | < 0,1%   |

Склад населення міста за віросповіданням:
| Релігія                                       | Кількість осіб | Відсоток |
| --------------------------------------------- | -------------- | -------- |
| православні                                   | 70861          | 84,3%    |
| римо-католики                                 | 6514           | 7,8%     |
| баптисти                                      | 1788           | 2,1%     |
| п'ятдесятники                                 | 1784           | 2,1%     |
| реформати                                     | 1089           | 1,3%     |
| греко-католики                                | 986            | 1,2%     |
| адвентисти                                    | 187            | 0,2%     |
| не релігійні                                  | 90             | 0,1%     |
| атеїсти                                       | 80             | 0,1%     |
| лютерани (Аугсбурзького сповідання)           | 55             | 0,1%     |
| лютерани                                      | 53             | 0,1%     |
| бретрени                                      | 44             | 0,1%     |
| старообрядці                                  | 42             | < 0,1%   |
| лютерани (Синодально-пресвітеріанська церква) | 41             | < 0,1%   |
| юдеї                                          | 41             | < 0,1%   |
| унітарії                                      | 10             | < 0,1%   |
| мусульмани                                    | 7              | < 0,1%   |
| не вказали релігію                            | 88             | 0,1%     |

## Економіка
У місті розташований металургійний завод ТМК Решица.

## Зовнішні посилання
- Дані про місто Решица на сайті Ghidul Primăriilor